# Galten
 Ikke at forveksle med Nørre Galten.
Galten er en by i Østjylland med 9.363 indbyggere  (2025), beliggende 20 km vest for Aarhus, 24 km øst for Silkeborg og 16 km nord for Skanderborg. Byen hører til Skanderborg Kommune og ligger i Region Midtjylland.

## Bydele
Ovennævnte indbyggertal er inkl. Skovby, som Galten er vokset sammen med til én by. I 2006, der er det sidste år, hvor Galten og Skovby er optalt hver for sig, havde Galten 4852 indbyggere og Skovby 2706. Skovby er nu officielt en bydel i Galten, men den samlede by kaldes populært også "Galten-Skovby". Allerede i slutningen af 1900-tallet voksede Galten sammen med to mindre bebyggelser, der nu også er bydele i Galten: Klank ved Århusvej og Smedeskov Huse nord for Smedeskovvej.
Det meste af selve Galten hører til Galten Sogn, men Galten havde allerede bredt sig ind i Skovby Sogn inden de to byer voksede sammen. Galten Kirke, der er bygget i 1884 som afløser for en forfalden romansk kirke, ligger i den oprindelige landsby i den nordlige ende af den nuværende by. I 2008 startede der en valgmenighed i byen ved navn Galten Valgmenighed. Den holder nu til i de gamle brugsbygninger i Skovby.

## Faciliteter
Gyvelhøjskolen har 567 elever, fordelt på 0.-9. klassetrin. Skolens SFO Fritterhøjen har 10 ansatte. Galten Friskole lukkede i slutningen af 2016, hvor den havde under 20 elever. Skanderborg Ungdomsskole har en afdeling i Galten.
Skovbyskolen
Klank Efterskole blev grundlagt som højskole i 1868, men har i perioder også været landbrugsskole, friskole og børneskole. Siden 1939 er den udelukkende drevet som efterskole.
Galten Børnehave blev oprettet i 1967 i byens gamle drengeskole. Den var en selvejende institution, der havde driftsoverenskomst med kommunen, men børnehaven opsagde den efter gentagne spareforslag fra kommunen i 2010 og 2011. I 2013 blev navnet ændret til Galten Børnehave og Vuggestue, da man valgte at starte en vuggestue-afdeling. Institutionen har 18 ansatte.
Galten Hallen ligger ved siden af skolen. Galten Forenede Sportsklubber (GFS) tilbyder en række idrætsgrene og står for den årlige Galten Byfest i Kristi himmelfartsferien. Biografen BIO Huset drives af en forening og har ca. 80 frivillige. Ugeavisen Galten og Omegns Folkeblad – eller bare Folkebladet – har redaktion i byen og postomdeles gratis i godt 9.000 eksemplarer. Galten har tilslutning til Herningmotorvejen samt to busruter, nr. 113 (Aarhus-Silkeborg) og nr. 309 (Skanderborg-Galten).
Galten-Skovby har 4 supermarkeder (SuperBrugsen, Fakta og Netto i Galten, samt Rema1000 i Skovby), bageri, apotek, optiker, cykelhandler, byggemarked, trælasthandel, bibliotek og filial af Jutlander Bank, Nordea, og Sparekassen Kronjylland.

## Historie

### Landsbyen
Galten benævnes Galthenthorp i år 1329. Den var en landsby i Skanderborg Rytterdistrikt og blev udskiftet i 1781.
I 1879 blev Galten og Klank beskrevet således: "Galten med Kirke og Skole samt en Veirmølle og Kro ved Landeveien, Poststation; Klank Folkehøiskole, hvormed er forbunden en Friskole for Børn.".

### Stationsbyen
Galten havde station på Aarhus-Hammel-Thorsø Jernbane (1902-56) og var i 1902 den største by på banen næst efter Aarhus og Hammel. Stationen var i hele banens levetid den mest benyttede mellemstation.
I 1904 blev Galten, Klank og Smedeskov Huse beskrevet således: "Galten med Kirke, Skole, Sparekasse (opr. 1871...Antal af Konti 328), Teglværk, Købmandshdl., Jærnbane- og Telefonst. samt Postekspedition...Klank, Gde. og Huse, ved Landevejen, med Folkehøjskole (opr. 1867, virkede som Landbrugsskole 1885-89), hvormed er forbunden en Friskole, Forsamlingshus (opf. 1889), og Mølle. Smedeskov, Huse.".
Stationen lå mellem kirkebyen og Aarhus-Silkeborg landevejen, hvor den spredte bebyggelse Klank udviklede sig. Her ved landevejen lå højskolen, forsamlingshuset og møllen. 1 km mod vest lå Høver Kro med markedsplads, lægebolig (1906), apotek (1910), mejeri og bryggeri.
Mellem Klank og stationen blev der opført teglværk, motormølle og savværk. I 1905 blev der opstillet en galgekran på stationen til læsning af tømmer, og teglværket, som også drev tømmerhandel, havde privat pakhus ved banen. Ved stationen blev "Framlev og flere herreders elektricitetsværk" opført i 1914 og der kom restaurant, som i 1930 fik en stor teatersal. "Banken for Galten og omegn" blev stiftet i 1911, og byen fik to brugsforeninger og mange forretninger - allerede i 1930'erne var der specialforretninger som fotograf, urmager, guldsmed, motorcykelforhandler og radioforhandler.
Stationsbygningen, der blev tegnet af arkitekt Heinrich Wenck, er bevaret, men stærkt ombygget, på hjørnet af Torvet og Elværksvej. Vestergade er anlagt på Hammelbanens tracé.

### Galten Kommune
Ved kommunalreformen i 1970 blev Galten sognekommune lagt sammen med 6 omliggende sogne til Galten Kommune. Dens rådhus lå på Søndergade 27 i en ejendom, der oprindeligt var teknisk skole. Galten Kommune indgik ved kommunalreformen i 2007 i Skanderborg Kommune. Herefter husede rådhuset en del af Skanderborg Kommunes administrative personale, men i 2016 besluttede byrådet at rive rådhuset ned for at give plads til plejeboliger.